# Casa (azienda)
Casa (stilizzato come CASA) è stata una catena belga di negozi, specializzata nella vendita di articoli decorativi per la casa, tessili, mobili da giardino e da interno.

## Storia
Le origini dell’azienda CASA risalgono al 1925, quando Karel Govaert, imprenditore belga proprietario di una torrefazione, ideò un modo originale per fidelizzare i suoi clienti: all’interno dei pacchetti di caffè inseriva dei buoni chiamati "fort", che potevano essere scambiati con articoli per la casa. Il successo fu immediato, e in breve tempo l'idea si diffuse in 22 negozi.
Nel 1971, una legge belga proibì l’associazione di buoni promozionali con prodotti alimentari. Questo cambiamento normativo spinse l’azienda a trasformare quei punti vendita in veri e propri negozi specializzati in articoli per la casa e regali. Da questa evoluzione nacque il marchio CASA e il primo negozio fu aperto nel 1975 a Ottignies, in Belgio.
Nel 1988, l'azienda, che allora contava 36 negozi in Belgio, venne acquisita dalla holding olandese Blokker Holding, segnando l’inizio di una fase di forte espansione internazionale. CASA si estese progressivamente in Francia, Spagna, Portogallo, Svizzera, Lussemburgo, e successivamente in Italia, Austria, Aruba e Marocco. Nel 2014, CASA contava oltre 500 negozi in Europa, diventando uno dei principali marchi europei nel settore dell’arredamento e della decorazione per la casa.
A partire dal 2016, CASA uscì dal gruppo Blokker e passò interamente nelle mani della famiglia Blokker. In seguito, nel 2021, la famiglia cedette la proprietà al fondo di investimento Globitas.
Nel 2024, a causa di difficoltà economiche crescenti, CASA venne acquisita dalla società svedese AAS Retail, nota per gestire la catena Åhléns. Tuttavia, le condizioni finanziarie non migliorarono e a novembre 2024 l’azienda chiese la protezione giudiziaria contro i creditori.
Il 5 marzo 2025, CASA presentò istanza di fallimento in Belgio. Il fallimento comportò la chiusura di 63 negozi, del centro di distribuzione e della sede centrale a Olen, con la conseguente perdita di posti di lavoro per 544 dipendenti. Anche la piattaforma online venne chiusa immediatamente. Pochi giorni dopo, l’8 aprile 2025, anche la filiale olandese di CASA presentò istanza di fallimento, che fu ufficialmente dichiarato il 29 aprile 2025.

## Distribuzione
Casa, nel 2020, era presente in 10 mercati, con oltre 450 negozi:
| Paese       | Numero di negozi |
| ----------- | ---------------- |
| Francia     | 169              |
| Italia      | 90               |
| Belgio      | 72               |
| Spagna      | 62               |
| Paesi Bassi | 36               |
| Portogallo  | 21               |
| Svizzera    | 18               |
| Marocco     | 10               |
| Lussemburgo | 8                |
| Aruba       | 1                |